# Осолник (Медводе)
Осолник  (словен. Osolnik) раштркано насеље у општини Медводе која припада покрајини Горењска у Словенији.
Налази се на надморској висини 800,5 м површине 3,68 км². Приликом пописа становништва 2002. године Осолник је имао 26 становника

## Историја
Насеље је настао 1979. године, када је део бившег насеља Говејек преименован у Осолник. Остатак насеља Говејек је припојен суседном насељу Трновец.

## Културна баштина
Локална црква изграђена ва врху брда изнад наеља посвећена је Светим Ermagora e Fortunato. У насељу поред цркве налазе се још 2 непокретна културна добра.<ref>Регистар непокретних културних добара на сајту Министарства културе Словеније